# Станичеј (Арђеш)
Станичеј (рум. Stănicei) насеље је у Румунији у округу Арђеш у општини Кука. Oпштина се налази на надморској висини од 489 m.

## Становништво
Према подацима из 2002. године у насељу је живело 53 становника, од којих су сви румунске националности.